# Franz Liharzik (Politiker)

Franz Liharzik, Österreichs Illustrierte Zeitung vom 13. Mai 1906, S. 752

Franz Liharzik (* 15. April 1847 in Wien; † 2. Juli 1915 ebenda) war Eisenbahnfachmann und Abgeordneter zum Österreichischen Abgeordnetenhaus.

## Leben
Franz Liharzik war Sohn des gleichnamigen Arztes Franz Liharzik († 1866). Er ging bis 1863 in das Akademische Gymnasium in Wien und studierte danach Rechtswissenschaft an den Universitäten Wien (1863–1867) und Graz, wo er im Jahr 1868 zum Dr. iur. promovierte. In diesem Jahr 1868 trat er in den Staatsdienst bei der niederösterreichischen Statthalterei als Konzeptspraktikant ein. Ab Juni 1870 war er Sekretär der Donau-Regulierungskommission und Bezirkskommissär. 1875 wurde er dem Handelsministerium zugeteilt. Im Jahr 1876 war er Vizesekretär und ab 1879 Generalsekretär der Erzherzog Albrecht-Bahn. 1883 wurde er Abteilungsvorstand in der General-Direktion der österreichischen Staatsbahnen und 1896 Sektionschef im Eisenbahnministerium. Im Jahr 1905 ging er in den Ruhestand, erhielt ein Jahr vorher den Titel Geheimrat, er war aber noch von 1906 bis 1915 Präsident der Holz-Handels-AG in Wien. Er starb 68-jährig im Jahr 1915 im Sanatorium Loew in Wien an einer Lungenentzündung.
Es wurde ihm der Orden der Eisernen Krone zweiter Klasse und das Ritterkreuz des Franz-Joseph-Ordens verliehen.
Er war römisch-katholisch und ab 1872 verheiratet mit Melanie Freiin von Wiedenfeld, mit der er einen Sohn hatte. Sein Schwiegervater war Otto Freiherr von Wiedenfeld (1816–1877), der von 1872 bis 1877 Statthalter von Oberösterreich gewesen ist.

## Politische Funktionen
Franz Liharzik war vom 30. Januar 1906 bis zum 30. Januar 1907 Abgeordneter des Abgeordnetenhauses im Reichsrat (X. Legislaturperiode) und vertrat dort für das Kronland Steiermark die Kurie Handels- und Gewerbekammer Leoben. Er war Nachfolger des verstorbenen Rudolf Pfaffinger.

## Klubmitgliedschaften
Franz Liharzik war Mitglied in der Deutschen Fortschrittspartei.